# Niederrheinisches Tiefland
Das Niederrheinische Tiefland (vereinzelt auch Niedermaas-Niederrhein-Tiefland) ist eine deutsche Großlandschaft, die sich östlich und westlich des Rheins nördlich von Düsseldorf bis an die niederländische Grenze erstreckt. Es umfasst die Kreise Heinsberg (teilweise), Viersen, Neuss, Wesel, Kleve und die Städte Mönchengladbach, Krefeld, Duisburg, Oberhausen sowie den Raum Bocholt im Kreis Borken.

## Geografie
Das Niederrheinische Tiefland grenzt im Nordosten und Osten an die Westfälische Bucht, im Südosten an das Bergische Land, im Süden an die Niederrheinische (Kölner) Bucht und im Westen und Nordwesten an die Niederlande.
Das Niederrheinische Tiefland ist eine Flussterrassenlandschaft von Rhein, Maas und ihren Nebenflüssen. In die ebenen Terrassen gibt es verschiedene Einschaltungen wie die Sohlentäler, die Flussauen, Altstromrinnen (regional Kendel genannt) oder den Stauchmoränenwall der Niederrheinischen Höhen. Unterhalb von Kalkar bzw. Millingen geht die Flussaue in die Niederrheinischen Flussmarschen über. Die Höhenlage beträgt fast durchgängig weniger als 100 m ü. NHN.

### Naturräumliche Gliederung
Das Niederrheinische Tiefland wurde im Handbuch der naturräumlichen Gliederung Deutschlands als eine von 86 sogenannten Haupteinheitengruppen Deutschlands ausgewiesen, es erhielt die Kennziffer 57 und wurde in neun auf „57“ beginnende, dreistellige sogenannte Haupteinheiten untergliedert, wobei eine zehnte, die Deutschland ebenfalls marginal berührt (Eltener Höhen), bereits in die Karte von 1960 eingezeichnet war, jedoch zunächst ohne Nummernvergabe. In den Jahren 1963 bis 1978 erfolgte dann eine Feingliederung im Maßstab 1 : 200.000 auf den Einzelblättern Düsseldorf/Erkelenz (Südteil, 1963), Kleve/Wesel (Nordteil, 1977) und Köln/Aachen (nur Teile der Selfkant im äußersten Süden; 1978).
Insgesamt wurden die folgenden Teil-Naturräume ausgewiesen:
- 57 Niederrheinisches Tiefland
  - 570 Selfkant
    - 570.0 Selfkant-Terrassenplatte
      - 570.00 Geilenkirchener Lehmplatte
      - 570.01 Hahnbusch
      - 570.02 Teveren-Gangelter Heide und Bruch
      - 570.03 Niederländische Grenzheide

    - 570.1 Rodebachniederung und Schalbruch
    - 570.2 Untere Rurebene
      - 570.20 Wurmniederung
      - 570.21 Heinsberger Ruraue
      - 570.22 Wassenberger Terrassenleiste
      - 570.23 Effeld-Ophovener Heidewald

    - 570.3 Teveren-Heerlener Heide
    - 570.4 Gangelter Bruch (Bezeichnung von Blatt 123 Köln; = 570.1X Rodebachniederung[5])

  - 571 Schwalm-Nette-Platte
    - 571.0 Elmpt-Kaldenkirchener Grenzwaldungen
      - 571.00 Birgelen-Elmpter Heidewald
      - 571.01 Brüggener Schwalmbruch
      - 571.02 Brachter Wald
      - 571.03 Venloer und Heronger Heide

    - 571.1 Schwalm-Nette-Ackerebene
      - 571.10 Schwalmebene
      - 571.11 Nette-Ebene

    - 571.2 Mönchengladbach-Rheindahlener Lehmebene
    - 571.3 Süchtelner Höhen

  - 572 Niersniederung
    - 572.0 Untere Niersebene
    - 572.1 Twistedener Sandplatten
      - 572.10 Hees-Hauptterrassenplatte
      - 572.11 Wembscher Bruch
      - 572.12 Twistedener Terrassenplatte
      - 572.13 Kleinkevelaerer Niederung
      - 572.14 Lüllingen-Walbecker Sandplatte[6]

  - 573 Kempen-Aldekerker Platten (Niersplatten)
    - 573.0 Straelen-Grefrath-Mönchengladbacher Terrassen
      - 573.00 Straelener Terrassenplatte[7]
      - 573.01 Grefrath-Viersener Terrassenleiste
      - 573.02 Mönchengladbacher Terrasse

    - 573.1 Mittleres Nierstal
      - 573.10 Obere Niers- und Trietbrüche
      - 573.11 Neersener Niersbruch
      - 573.12 Mittlere Niersniederung
      - 573.13 Nieukerker und Aldekerker Bruch

    - 573.2 Büttgener Lehmplatte
    - 573.3 Kempener Lehmplatte
    - 573.4 Aldekerker Lehmplatte
    - 573.5 Schaephuysener Höhenzug

  - 574 Niederrheinische Höhen
    - 574.0 Bönninghardt
    - 574.1 Hees
    - 574.2 Balberger Höhenrücken
      - 574.20 Balberger Sandlöß-Rücken
      - 574.21 Balberger Höhenrand

    - 574.3 Uedemer Bruch
    - 574.4 Pfalzdorfer Höhen
      - 574.40 Pfalzdorfer Löß-Plateau
      - 574.41 Pfalzdorfer Höhenrand

    - 574.5 Reichswald-Höhen
    - 574.6 Kranenburger Höhenrand

  - 575 Mittlere Niederrheinebene
    - 575.0 Linksniederrheinische Niederterrassenebene
      - 575.00 Neußer Terrassenleiste
      - 575.01 Moerser Donkenland
        - Kamper Berg und Niersenberg (Blatt Wesel); Hülser Berg, Gulix-, Rayener, Eyllscher und Dachsberg sowie Egelsberg (Blatt Düsseldorf) (Singularitäten ohne Nummer)

      - 575.02 Hülser Bruch
      - 575.03 Dachsbruch und Vluyn-Busch
      - 575.04 Moerser und Baerler Sandplatten (Bezeichnung von Blatt Wesel; im Süden identisch mit 575.1 (Blatt Köln)).
      - 575.05 Alpener Rheinebene
      - 575.06 Veen-Sonsbecker Bruch

    - 575.1 Moerser und Baerler Heide (s. 575.04)
    - 575.2 Düsseldorf-Weseler Rheinaue (Bezeichnung von Blatt Wesel; Blatt Düsseldorf: Düsseldorf-Duisburger Rheinaue)
      - 575.20 Oberkasseler Aue
      - 575.21 (ohne Namen; Uerdinger Aue im erweiterten Sinne)
        - 575.210 Uerdinger Aue (i. e. S.)
        - 575.211 Lank-Latumer Niederterrasseninseln
        - 575.212 Hohenbudberg-Rumelner Niederterrasseninseln
        - 575.213 Östrum-Homberger Niederterrassensporne

      - 575.22 Rheinberger Aue

    - 575.3 Rechtsniederrheinische Niederterrassenebene
      - 575.30 Düsseldorf-Duisburger Rheinebene
      - 575.31 Wedau-Tiefenbrucher Markwälder
      - 575.32 Ruhr-Emscher-Mündungsgebiet
        - 575.320 Untere Ruhraue
        - 575.321 Ruhr-Emscher-Platte

      - 575.33 (nicht existent)[8]
      - 575.34 Dinslakener Rheinebene
        - 575.340 Spellener Dünen

      - 575.35 Untere Lippeaue

  - 576 Isselebene
    - 576.0 Obere Isselebene
      - 576.00 Drevenacker Dünen
      - 576.01 Weseler Ebene
      - 576.02 Isselbruch
      - 576.03 Dingdener Flugsandleisten

    - 576.1 Diersfordt-Wittenhorster Sandplatten
      - 576.10 Diersfordter Dünen
      - 576.11 Wittenhorster Sandplatten

    - 576.2 Millingen-Bocholter Ebene
      - 576.20 Millinger Ebene
      - 576.21 Isselburg-Werther Bruchniederung
      - 576.22 Bocholter Sandebene

  - 577 Untere Rheinniederung
    - 577.0 Xantener Bucht
      - 577.00 Xanten-Marienbaumer Rheinebene
      - 577.01 Labbecker Bruch

    - 577.1 Reeser Rheinniederung
      - 577.10 Appeldorn-Kalkarer Rheinniederung
        - 577.100 Reeser Stromaue
        - 577.101 Wisseler Dünen

      - 577.11 Rees-Bislicher Rheinniederung

    - 577.2 Kleve-Emmericher Rheinniederung
      - 577.20 Grieth-Klever Rheinniederung
        - 577.200 Emmericher Stromaue

      - 577.21 Millingen-Emmericher Rheinniederung

    - 577.3 Kranenburger Bruch
      -         - 577.300 Zyfflicher Sandplatte

    - 577.4 Kranenburger Bucht
    - 577.5 Emmericher Sandplatte
      -         - 577.500 Borghees

    - 577.6 Eltener Sandebene

  - 578 Niederrheinische Sandplatten
    - 578.0 Königshardter Sandplatten
      - 578.00 Königshardter Hauptterrassenplatte
      - 578.01 Hiesfeld-Sterkrader Mittelterrassen
      - 578.02 Hünxe-Gahlener Flachwellen

    - 578.1 Hünxe-Gahlener Lippetal
      - 578.10 Krudenburger Lippeaue
      - 578.11 Hünxe-Gahlener Terrassen
      - 578.12 Damm-Emmelkämper Terrassen

    - 578.2 Brünen-Schermbecker Sandplatten
      - 578.20 Brünen-Freudenberger Hauptterrassenplatte
      - 578.21 Schermbecker Flachwellen
      - 578.22 Bakel-Emmelkämper Dünen
      - 578.23 Marienthaler Ebene

    - 578.3 Rhede-Krechtinger Talebene
      - 578.30 Krechtinger Aatalaue
      - 578.31 Rheder Talebene
      - 578.32 Südliche Krechtinger Randebene

    - 578.4 Vardingholter Sandplatten
      - 578.40 Vardingholter Hauptterrassenplatte
      - 578.41 Holtwicker Bachtalniederung

  - 579 Eltener Höhen
    - 579.0 (ohne Namen)
      - 579.00 Eltener Stauchwall-Höhen
      - 579.01 Eltener Höhenrand
- (ohne Nummer) Maasebene[9]

## Geologie
Hauptartikel: Geologie der Niederrheinischen Bucht
Das Niederrheinische Tiefland ist der Nordteil der geologischen Struktur Niederrheinische Bucht. Seine Geologie ist bestimmt durch Senkungsbewegungen in den letzten 30 Mio. Jahren, welche in diesem Tiefland ein Sedimentpaket von bis zu 1.300 m Mächtigkeit haben entstehen lassen.

## Klima
Die Jahresniederschläge liegen bei 700 bis 800 mm, die mittlere Jahrestemperatur bei 9,5 bis 10,5 °C. Es herrscht ein atlantisch geprägtes Klima mit milden, meist schneearmen Wintern, mäßig warmen Sommern und einer langen Vegetationsperiode.